# Save the Best for Last
Save the Best for Last è un singolo della cantante e attrice statunitense Vanessa Williams, pubblicato nel 1992 ed estratto dal suo secondo album in studio The Comfort Zone.
Il brano, scritto da Phil Galdston, Wendy Waldman e Jon Lind nel 1989, è considerato la signature song dell'artista.
È inoltre stato inserito nei titoli di coda e nella colonna sonora ufficiale del film Priscilla, la regina del deserto (The Adventures of Priscilla, Queen of the Desert) del 1994.

## Tracce
- Singolo (Europa)

1. Save the Best for Last – 3:39
2. 2 of a Kind – 5:15
3. Dreamin' – 5:25

- Maxi CD (USA)

1. Save the Best for Last – 3:39
2. Freedom Dance (Get Free!) (LP Version) – 4:13
3. Freedom Dance (Get Free!) (Free Your Body Club Mix) – 6:59
4. Freedom Dance (Get Free!) (Vanessa's Sweat Mix) – 5:21
5. The Right Stuff (UK Mix) – 6:18